# Kanton Le Montet
Der Kanton Le Montet war bis 2015 ein französischer Wahlkreis im Arrondissement Moulins, im Département Allier und in der Region Auvergne. Er umfasste elf Gemeinden, sein Hauptort (französisch: chef-lieu) war Le Montet. Die landesweiten Änderungen in der Zusammensetzung der Kantone brachten im März 2015 seine Auflösung. Seine letzte Vertreterin im conseil général des Départements war Marie-Françoise Lacarin.

## Gemeinden
| Gemeinde         | Einwohner Jahr | Fläche km² | Bevölkerungsdichte | Code INSEE | Postleitzahl |
| ---------------- | -------------- | ---------- | ------------------ | ---------- | ------------ |
| Châtel-de-Neuvre | 560 (2013)     | –          | – Einw./km²        | 03065      | 03500        |
| Châtillon        | 319 (2013)     | –          | – Einw./km²        | 03069      | 03210        |
| Cressanges       | 657 (2013)     | –          | – Einw./km²        | 03092      | 03240        |
| Deux-Chaises     | 411 (2013)     | –          | – Einw./km²        | 03099      | 03240        |
| Meillard         | 299 (2013)     | –          | – Einw./km²        | 03169      | 03500        |
| Le Montet        | 485 (2013)     | –          | – Einw./km²        | 03183      | 03240        |
| Rocles           | 401 (2013)     | –          | – Einw./km²        | 03214      | 03240        |
| Saint-Sornin     | 235 (2013)     | –          | – Einw./km²        | 03260      | 03240        |
| Le Theil         | 407 (2013)     | –          | – Einw./km²        | 03281      | 03240        |
| Treban           | 401 (2013)     | –          | – Einw./km²        | 03287      | 03240        |
| Tronget          | 919 (2013)     | –          | – Einw./km²        | 03292      | 03240        |